# Foudi de forêt
Foudia omissa
Espèce
Statut de conservation UICN

 LC  : Préoccupation mineure
Le Foudi de forêt (Foudia omissa) est une espèce de passereau appartenant à la famille des Ploceidae.